# Shimano Deore XT

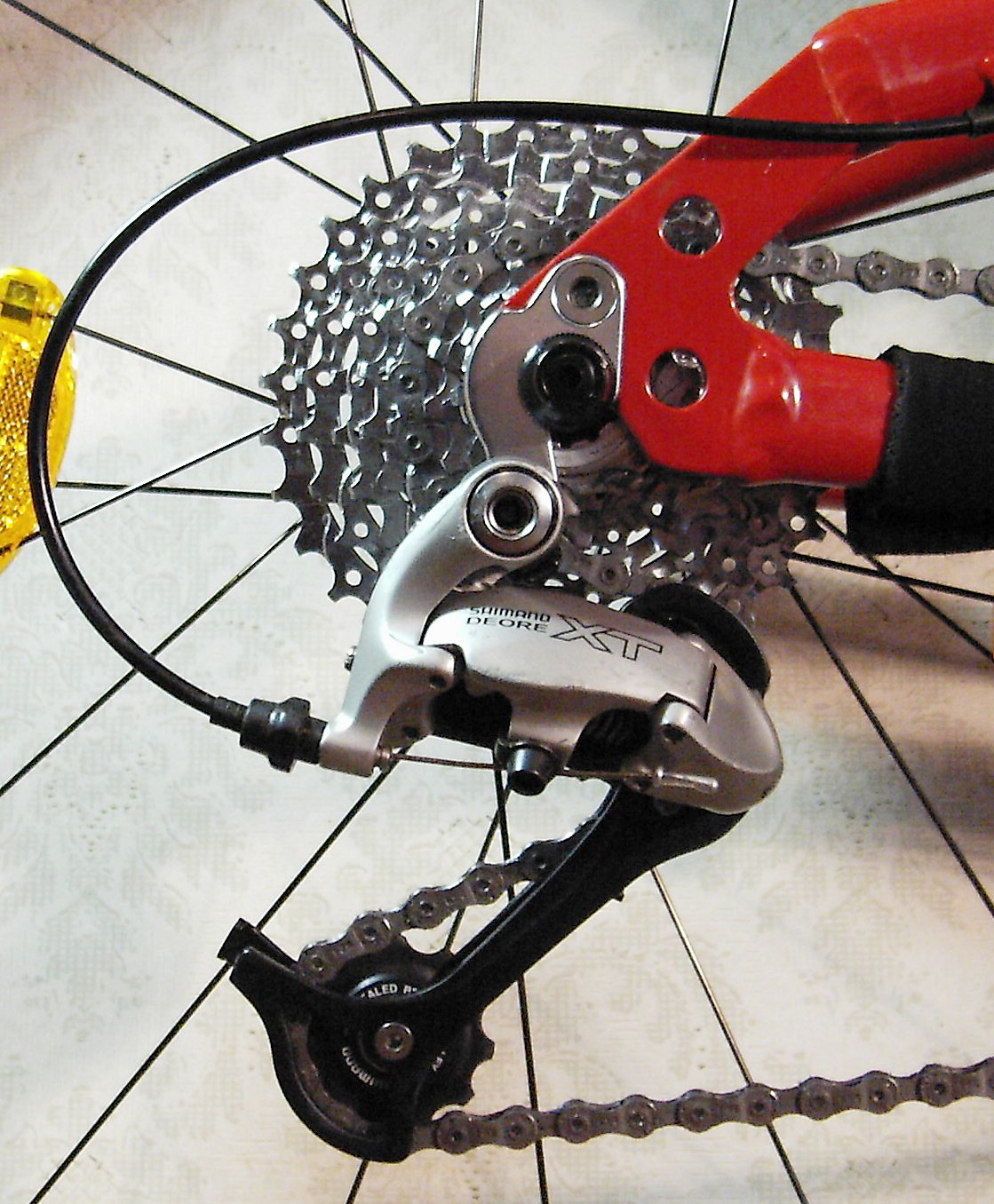
Deore-XT-Schaltwerk RD-M750, 9-fach

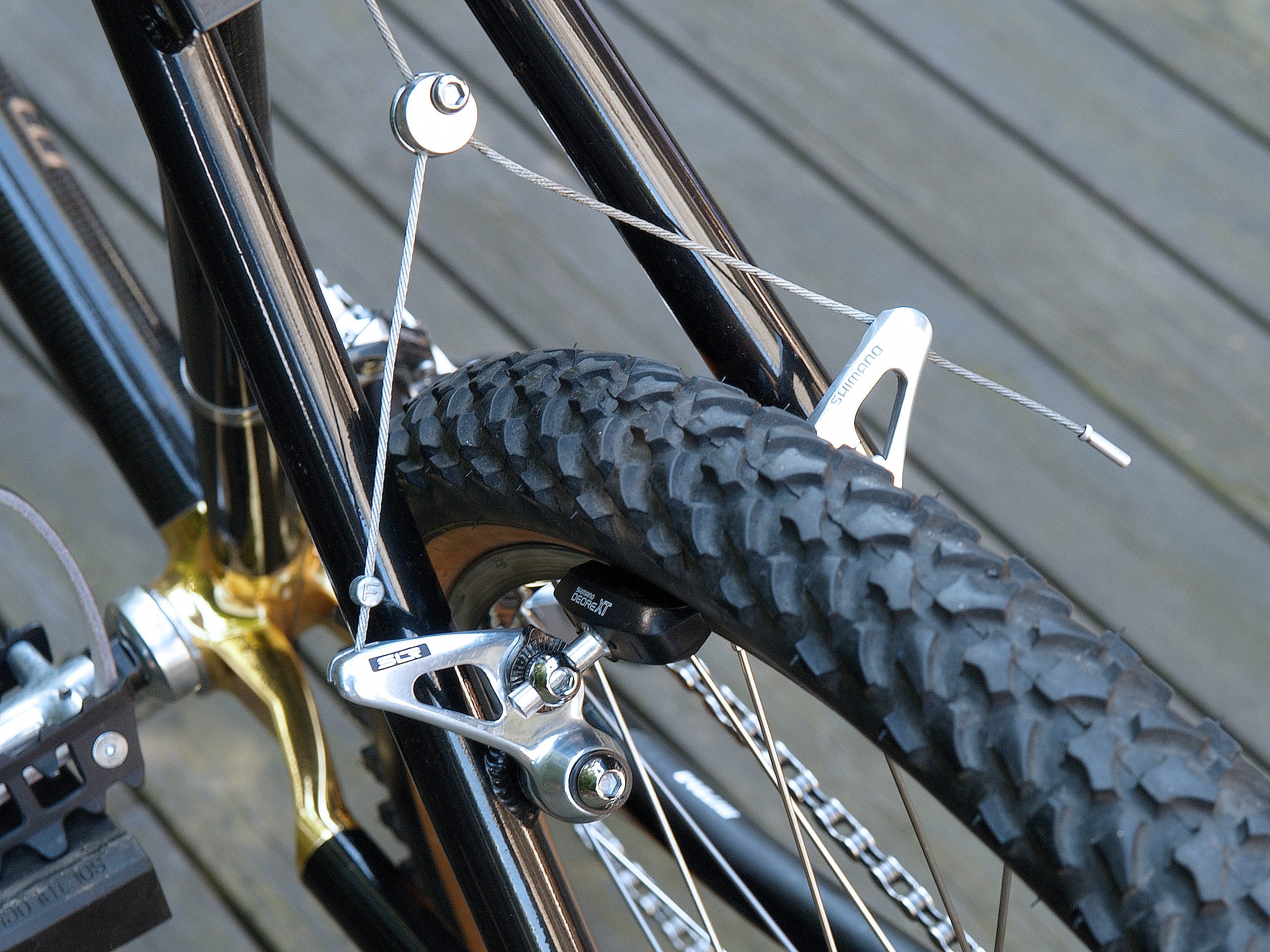
XT-Cantilever-Bremsen mit Mittelzug (1990er)

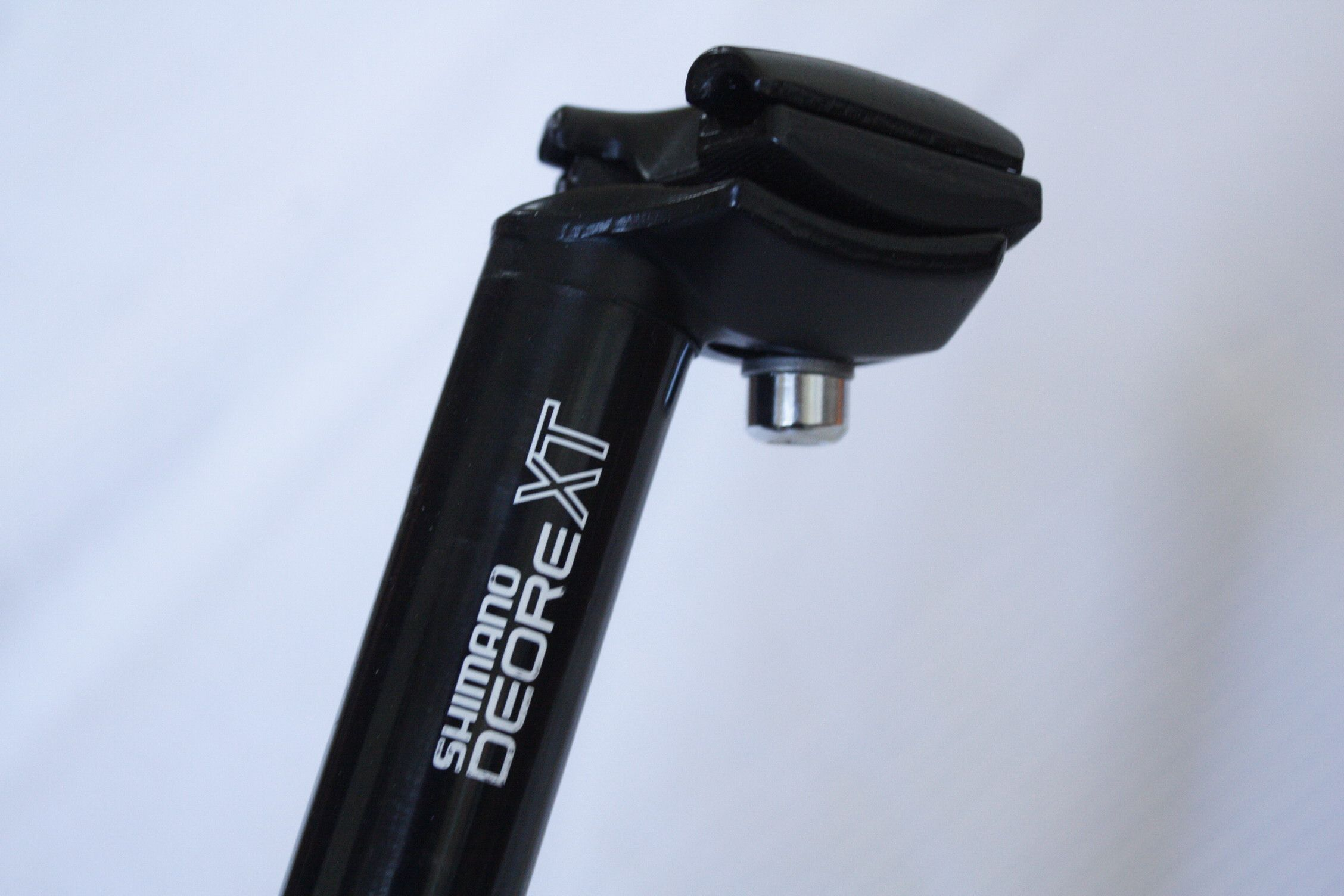
Sattelstütze XT SP M730

Die Deore XT ist eine Gruppe von Fahrradkomponenten des japanischen Herstellers Shimano. Sie wird vom Hersteller als hochwertige Mountainbike-Gruppe angeboten, die den kompletten Schalt- und Antrieb an Mountainbikes bedient sowie deren Bremsen und Naben. Die Schaltgruppe Shimano XT war bis zur Einführung der Shimano XTR 1992 die Topgruppe von Shimano. Die Komponenten der Gruppe sind in ihrer Funktionalität weitgehend deckungsgleich mit denen der XTR; der höhere Preis der XTR-Komponenten begründet sich durch ihr geringeres Gewicht, erreicht durch Bauteile aus kohlenstofffaserverstärktem Kunststoff und Titan.

## Geschichte
Die Deore-XT-Gruppe ist seit 1983 erhältlich. Shimano erweiterte mit ihr das Angebot von Komponenten für Mountainbikes. Die 6-, 7- und 8-fach-Gruppen sind kompatibel. Ab den 9-fach-Gruppen ist durch geänderten Abstand der Ritzel auf der Kassette eine Kompatibilität nicht mehr gegeben. Seit 2019 ist eine 12-fach-Gruppe mit neuem Freilaufstandard auf dem Markt.

### Serien
Die Gruppe wird durch Modellnummern M7xx bezeichnet; beginnend mit M700, seit 2015 Umstellung auf vierstellige Typenbezeichnung beginnend ab M8000.

### M700 ab 1982
Die auch als "Deerhead" (Hirschkopflogo auf den Komponenten) bekannte Gruppe war die erste dedizierte Mountainbike-Gruppe. Sie enthielt alle Teile, die für Schaltung, Antrieb und Bremsen eines Geländerades nötig sind. Die Komponenten hoben sich etwas von den bislang für die ersten Mountainbikes verwendeten Touringkomponenten ab und waren robuster gebaut. Die Gruppe bestand aus Umwerfer, Schaltwerk, Bremshebel, Schalthebel als Daumenschalter oder Rahmenschalthebel, Hochflanschnaben für Schraubkranz, 6-fach-Kassette, Steuersatz, Cantilever-Bremsen, Kurbelsatz mit drei Kettenblättern und Pedalen.

### M730/732/735 ab 1987 6-/7-fach
Beginnend mit der Modellbezeichnung M730 beginnt eine Modernisierung der Gruppe. Daumenschalter werden beibehalten, Bremsen werden etwas kompakter gestaltet, die Kurbelarme sind etwas stärker ausgeführt. Die Naben sind mit niedrigen Flansch sowie einem Freilauf für Kassettenritzel ausgestattet. Ein zerlegbares Innenlager (M730) und später ein Cartridge-Lager (BB-UN70) werden angeboten. Steuersatz, eine Sattelstütze mit Stahlrohr, Pedale, ein Kettenstrebenschutz (Shark Fin) gehören ebenso dazu.
Bei der ersten Modellpflege 1989 wurden Neuerungen eingeführt, die zum Teil heute noch Bestandteil der Shimanogruppen sind. Dazu gehören Hyperglide-Ritzelpakete ab 7-fach mit eingeprägten Steighilfen, die mit einer dazu passenden Kette ein Schalten unter Last möglich machen. Ferner kam die erste Generation der Schaltbremshebel-Kombination Rapidfire STI (Shimano Total Integration), noch mit getrennten Hebeln für rauf- und runterschalten im Push-Push-Modus.
Nach der Modellpflege 1992 (M735) wurden die STI als Rapidfire Plus angeboten (schalten in Push-Pull-Modus) und es gab ein nicht mehr zerlegbares und nicht einstellbares Patronen-Innenlager, das seitdem den Standard für alle Shimano-Vierkant-Innenlager bildete.

### M737 1993 8-fach
1993 überarbeitete Shimano die Gruppe, um sie leichter und effizienter zu machen. Die Kurbelgarnitur der M737-Generation, weiterhin mit Vierkant-Innenlagerstandard, wurde auf Kompaktlochkreis (94 mm Hyperdrive C) umgestellt und durch eine stärkere Kröpfung kann ein niedrigerer Q-Faktor (Summe der Abstände der Außenflächen der Kurbeln von der Mittelebene des Rades) erreicht werden. Die Naben werden auf Parallax-Standard analog zur XTR M910 umgestellt, und auch hier werden Spiderarm-Ritzelpakete mit 8 Ritzeln eingeführt. Die Bremsen bleiben weiterhin in Cantilever-Bauweise, werden aber leichter und schlanker (Low-Profile-System). Die Schaltbremshebel sind weiterhin Rapidfire Plus, jetzt neu mit 24 Gängen. Schalthebel werden auch einzeln angeboten, um auch den Einbau der damals aufkommenden bunt eloxierten CNC-gefrästen Bremsen zu ermöglichen, ebenso zu dieser Zeit stark aufkommenden hydraulischen Systeme von Magura. Die Schalthebel sind mit SIS (Shimano indexed System) ausgestattet, das eine neue Qualität der Schaltungen bietet. Die Schaltung reagiert exakter und leichtgängiger als die Vormodelle. Es werden erstmals SPD-Pedale angeboten, die eine feste, aber rasch lösbare Bindung von Schuh und Pedal ermöglichen. Weiterhin im Angebot sind Steuersatz und Sattelstütze, jeweils unverändert.

### M739 1995 8-fach
Die Gruppe wurde im Wesentlichen gleich belassen, einzig die Bremsen wurden auf das damals neue V-Brake System umgestellt, das eingeführt wurde, als sich mangelnde Konkurrenzfähigkeit der Shimano-Bremsen gegenüber erstarkenden Mitwettbewerb abzeichnete. Die aufkommende Popularität des Mountainbikesports und damit einhergehender Wettbewerbe mit begleitender Berichterstattung in einschlägigen Medien erhöhte den Innovationsdruck auf viele Hersteller und beschleunigte die Entwicklung neuer Produkte. Mit Grip Shift (SRAM) kam eine hochwertige Alternative zu Shimano auf den Markt, und auch viele kleine Hersteller drängten auf dem Teilemarkt.
Die neu eingeführten V-Brakes boten deutliche Steigerung der Bremskraft und wurden später auch von anderen Herstellern angeboten. Shimano hat die Bremsen nach eigenen Angaben selber entwickelt, es gab jedoch bereits ein Jahr zuvor ähnliche Bremsen von Florian Wiesman in Deutschland. Die Bremsen von Shimano waren mit parallelogrammgeführten Bremsbelägen ausgestattet, was ein Alleinstellungsmerkmal war. Es gab jedoch rasch Probleme damit, weil sich die Teile der Belagführung unter Last lockerten und die Bremsen zu Quietschen anfingen. Deshalb wurde die erste Baureihe zurückgerufen und nachgebessert.

### M750 1999 9-fach
Die Farbgebung in schwarz und silber blieb, das silber ist ab diesen Jahrgang matt ausgeführt. Neu hinzu kamen 9-fach-Zahnkränze, somit 27 Gänge, STI minimal in Design verändert, die V-Brakes deutlich stabiler ausgeführt. Neu war die Kurbelgarnitur in Hollowtech-Ausführung samt dazugehörigen Octalink-1-Innenlager. Das Schaltwerk wird äußerlich verändert, technisch weitgehend gleichbleibend mit erweiterten Schwenkbereich. Erstmals gab es Umwerfer für Innenlagermontage, um den Markt an vollgefederten Mountainbikes bedienen zu können. Schalt- und Bremshebel können als Einheit oder einzeln geordert werden. Obwohl andere Hersteller bereits Scheibenbremsen anboten, blieb Shimano bei mechanischen Felgenbremsen. Kurz vor Ende der Fertigung werden unter der Bezeichnung M755 Scheibenbremsen mit vier Kolben angeboten, die noch 6-Loch-Befestigung haben.

### M760 2003 9-fach
2003 kam erstmals eine ähnlich anmutende Gruppe mit Scheibenbremsenoption von Shimano auf den Markt. Der Umfang wird deutlich aufgefächert und es werden einmal die V-Brakes weiter angeboten, parallel dazu gibt es die Scheibenbremsen mit Centerlock-Scheiben und hydraulischer Betätigung. Angesteuert werden die beiden Bremsen entweder über getrennte Schalt- und Bremshebel oder mit Dual-Control-Schaltbremsgriffen. Die V-Brakes sind weiterhin mit Parallelogramm, Scheibenbremsen sind mit zwei Kolben ausgeführt.
Die Kurbelgarnitur wird im Hollowtech-2-Standard gefertigt, erstmals mit außenliegenden Innenlager und durchgehender 24-mm-Hohlwelle. Durchwegs gab es dreifache Kettenblätter. Beim Schaltwerk wurde die Inverse-Option angeboten, die im Ruhezustand auf das größte statt auf das kleinste Kettenblatt fällt. Diese Option wird über zwei Generationen beibehalten, genauso wie die Dual-Control-Schaltlogik. Umwerfer wird auch als Dual Pull angeboten, damit beide Zugvarianten mit einem Umwerfer bedient werden können.
Die M760-Gruppe blieb relativ lange wettbewerbsfähig und fünf Jahre in Produktion. Durch die zahlreichen Optionen konnte der Markt über weite Strecken bedient werden, und die neuen Scheibenbremsen waren den Systemen der Konkurrenz vielleicht in Design und Bremskraft nicht immer gewachsen, jedoch in Gesamtschau von Preis und Leistung weit überlegen, zudem waren der Betrieb und Wartung auch für Laien verständlich und können mit wenig Aufwand und Werkzeug bewältigt werden.

### M770 2008 9-/10-fach
Der Umfang der Gruppe blieb fast gleich, das Design wurde etwas verschlankt und die Linien schärfer gezeichnet. Die Teile waren weiterhin in Schwarz und Silber gehalten. Die Scheibenbremse wurde überarbeitet und gewann an Leistung, sie wurde sogar im Downhill-Weltcup gefahren. Die Kurbelgarnitur wurde etwas schlanker, wobei der Q-Faktor weiter 184 mm blieb, außenliegende Innenlager waren Standard. Es wurden vorerst noch mechanische und hydraulische Dual-Control-Schaltbremsgriffe angeboten, die aber innerhalb des Modelzyklus auslaufen. Naben kamen mit einer Aluminiumachse und werden in Silber und Schwarz angeboten, ferner noch eine 20-mm-Steckachsen-Nabe.
Innerhalb der Generation wurde der Sprung auf 10-fach-Ritzelpakete vollbracht, dazu neu gestaltete Shadow-Schaltwerke (M772), die zum einen auch größere Kassetten bedienen konnten und deutlich weniger Handkraft benötigten. Die neuen Ritzelpakete passten auf alle Shimano 8-/9-/10-fach Freiläufe, die bis zur M8000-Gruppe unverändert bleiben. Weiter im Angebot waren die etwas einfacher gestalteten V-Brakes und Pedale.

### M780 2011 10-fach
Bereits nach drei Jahren gab es die nächste Generation. Die Gruppe wurde in schwarz produziert, nur wenige Teile blieben silber oder verchromt. Bei den Schaltkomponenten wurde das Dyna-sys-System eingeführt, das geringere Handkräfte und präzisere Schaltvorgänge ermöglichen soll. Die Gruppe bot 3 × 10 Gänge, später auch 2 × 10. Die Schaltqualität blieb gleichwertig zu der der Konkurrenz, die Bremsen in neuen Design wurden zur Benchmark am Volumenmarkt. Die Mitbewerber hatten Probleme mit der Langzeithaltbarkeit, die XT-Bremsen dagegen funktionierten recht gut und wurden oft verwendet. Die Wartung der Bremsen wurde mit dem neuen Design vereinfacht und war mit geringen Aufwand auch durch den Nutzer machbar.
Parallel wurde eine für hochwertige Trekkingräder entwickelte Gruppe unter der Bezeichnung T780 (2011 10-fach) angeboten. Hauptunterschied waren die angebotenen Übersetzungen und die mit längeren Hebeln ausgestattete Bremsgriffe.

### M8000 2015 11-fach
Die 2015 eingeführte Gruppe ist bislang die größte Umstellung der Shimano XT. Deutlich ist die Orientierung an der Shimano XTR. Die Teile sehen (abgesehen von der schwarzen Lackierung) häufig fast gleich oder ähnlich aus. Laut Kommentatoren soll die Funktion der XT-Komponenten gleich, über lange Zeit besser als die der XTR-Gruppe sein. Dies wird auf die solideren und schwerere Komponenten der XT-Gruppe zurückgeführt, die weniger schnell verschleißen. Es werden zahlreiche Optionen angeboten, unter anderem 1- bis 3-fach-Kurbeln, 3 Sets Schalthebel, 12 Umwerfermodelle, 5 Kurbelsätze, 2 Schaltwerke, zwei Innenlager (HT II und Pressfit), drei Kassetten von insgesamt 11–46 Zähne. Zwei- und Vierkolbenbremsen und Naben für verschiedene Standards. Die Gruppe deckt alle gängigen Varianten von Mountainbikes ab.

### M8100 2019 12-fach
2019 wurde die Shimano XT erstmals als 12-fach-Gruppe präsentiert. Sie ist dabei als 1x12- und als 2x12-Antrieb verfügbar, jeweils mit neuem Freilaufstandard Micro-Spline, der Ritzel mit 10 Zähnen zulässt. Zur Gruppe gehören weiterhin Zwei- und Vierkolbenbremsen sowie Naben und Laufräder.